# كعك (مخبوز)

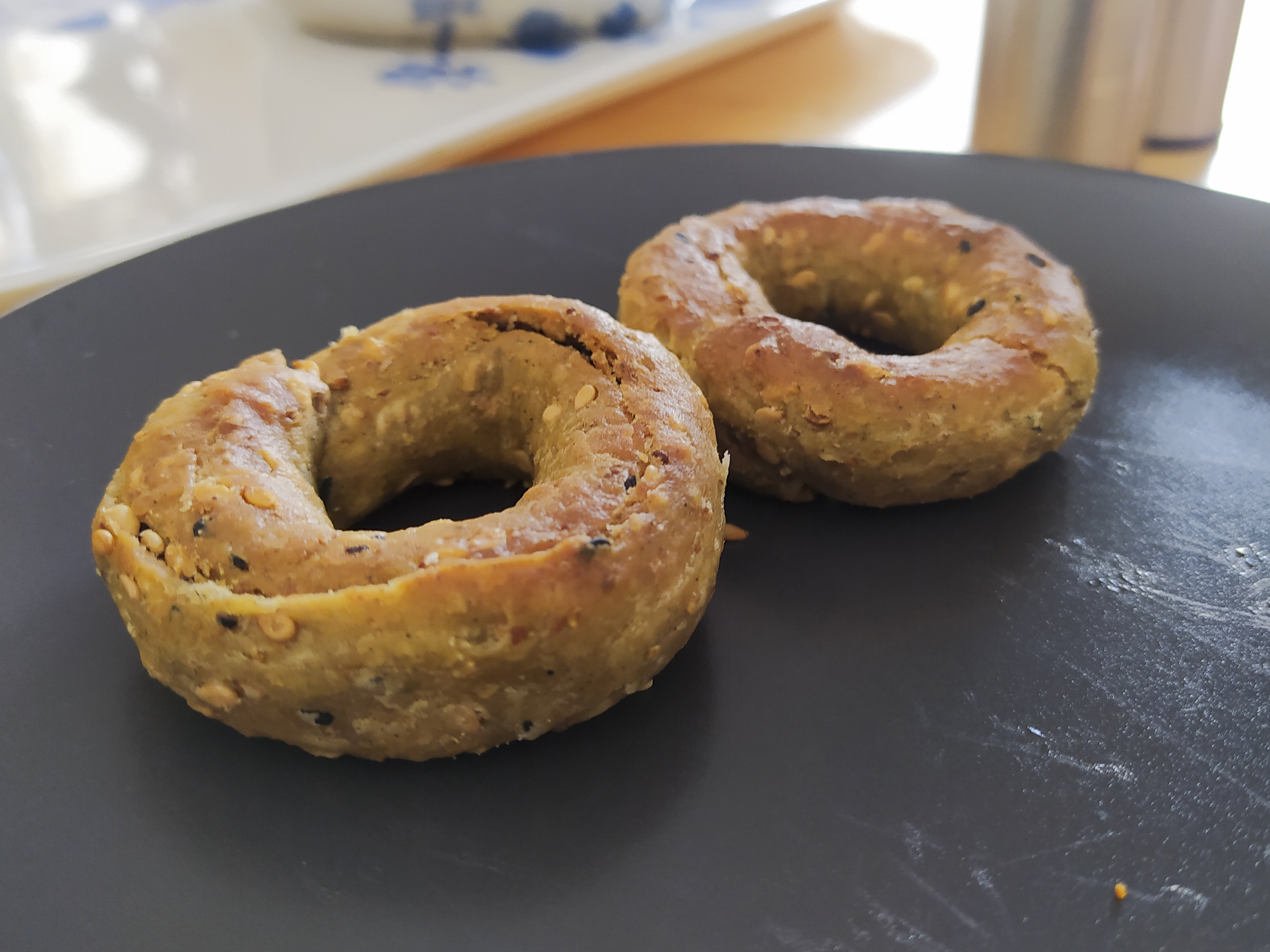
كعك بعجوة التمر، من الاردن

الكعك أو الكحك او كعك السمسم او كعك مسمسم او كعك بسمسم او كعك بالسمسم او كعك ابو السمسم، يمكن أن تشير إلى عدة أنواع مختلفة من المخبوزات المنتجة في جميع أنحاء العالم العربي والشرق الأدنى. كما يحظى بشعبية في إندونيسيا وتسمى "kue kaak".

## الاختلافات

### حلقات الخبز

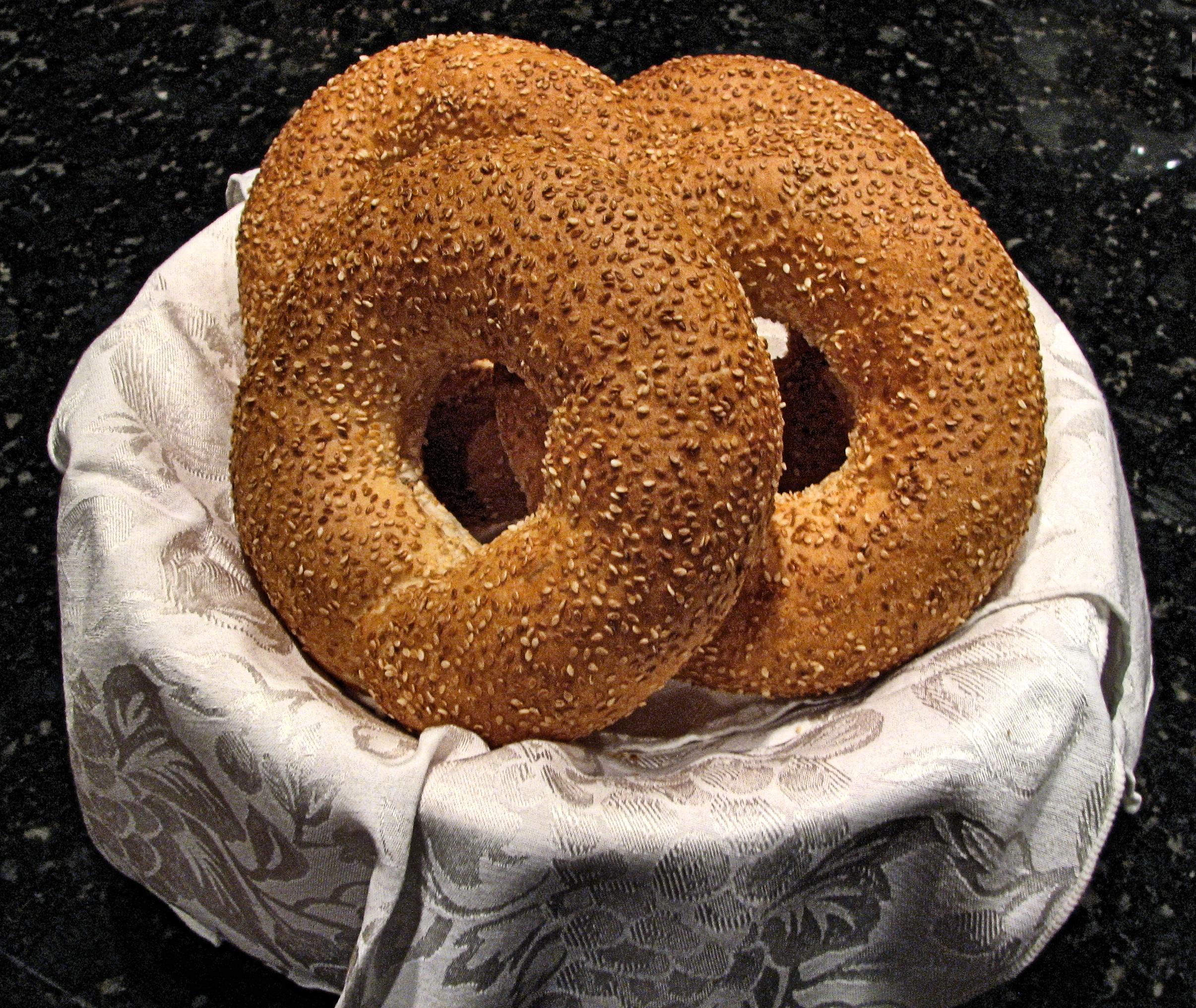
حلقات خبز الكعك مع رش السمسم

يمكن أن يشير الكعك إلى الخبز الذي يشيع استهلاكه في جميع أنحاء الشرق الأدنى والذي يتم تصنيعه على شكل حلقة كبيرة ومغطى بالسمسم. يستخدم الحمص المخمر كعامل مخمر. تباع على نطاق واسع من قبل الباعة المتجولين، وعادة ما تؤكل كوجبة خفيفة أو وجبة إفطار مع الزعتر. في القدس الشرقية، يتم تقديمها بعض الأحيان إلى جانب البيض المخبوزة بالفرن والفلافل. يعتبر الفلسطينيون من الخليل إلى جنين أن كعك القدس هي سلعة مميزة فريدة من نوعها، وغالباً ما يشترون من هناك أرغفة عديدة لتقديمها للآخرين خارج المدينة كهدية.
في لبنان، تصنع حلقات خبز الكعك من عجين حلو ملفوف في الحبال وتتشكل في حلقات يعلوها السمسم. بدلاً من الزعتر. بعد الخبز، يزجج بالحليب والسكر ثم يجفف. يصنع اليهود التونسيون أيضًا نسخة حلوة ومالحة قليلاً من المعجنات، لكنهم لا يستخدمون عجينًا يحتوي على الخميرة. في مصر، عادةً في حفلات الزفاف يتم تقديم أشكال مختلفة من اللوز، والمعروفة باسم كحك باللوز.
نص الطهي في الشرق الأوسط في القرن الثالث عشر، كتاب الوصاية على الحبيب، ويضم ثلاث وصفات للكعك.

## حلويات
المعجنات أو الحلويات المعروفة باسم الكعك هي المبنية على السميد مثل كعك معمول (أو كعك عجوة) المحشوة بالجوز المطحون أو المحشو بالفستق المطحون.